# Astor cantaire de l'Àfrica oriental
L'astor cantaire de l'Àfrica oriental (Melierax poliopterus) és un astor cantaire, ocell de la família dels accipítrids (Accipitridae). Habita zones d'arbusts espinosos de l'Àfrica oriental, des del sud i est d'Etiòpia i Somàlia, cap al sud, a través de l'est d'Uganda i Kenya fins al centre de Tanzània. El seu estat de conservació es considera de risc mínim.